# Lijst van Tweede Kamerleden voor het GPV
Een overzicht van alle voormalige Tweede Kamerleden voor het Gereformeerd Politiek Verbond (GPV).
| Tweede Kamerlid       | Begindatum        | Einddatum        |
| --------------------- | ----------------- | ---------------- |
| Piet Jongeling        | 5 juni 1963       | 7 juni 1977      |
| Eimert van Middelkoop | 14 september 1989 | 12 maart 2001    |
| Gert Schutte          | 10 juni 1981      | 13 februari 2001 |
| Arie Slob             | 14 februari 2001  | 12 maart 2001    |
| Bart Verbrugh         | 11 mei 1971       | 9 juni 1981      |